# ISO 3166-2:BA
Pour un article plus général, voir ISO 3166-2.
 (août 2024).

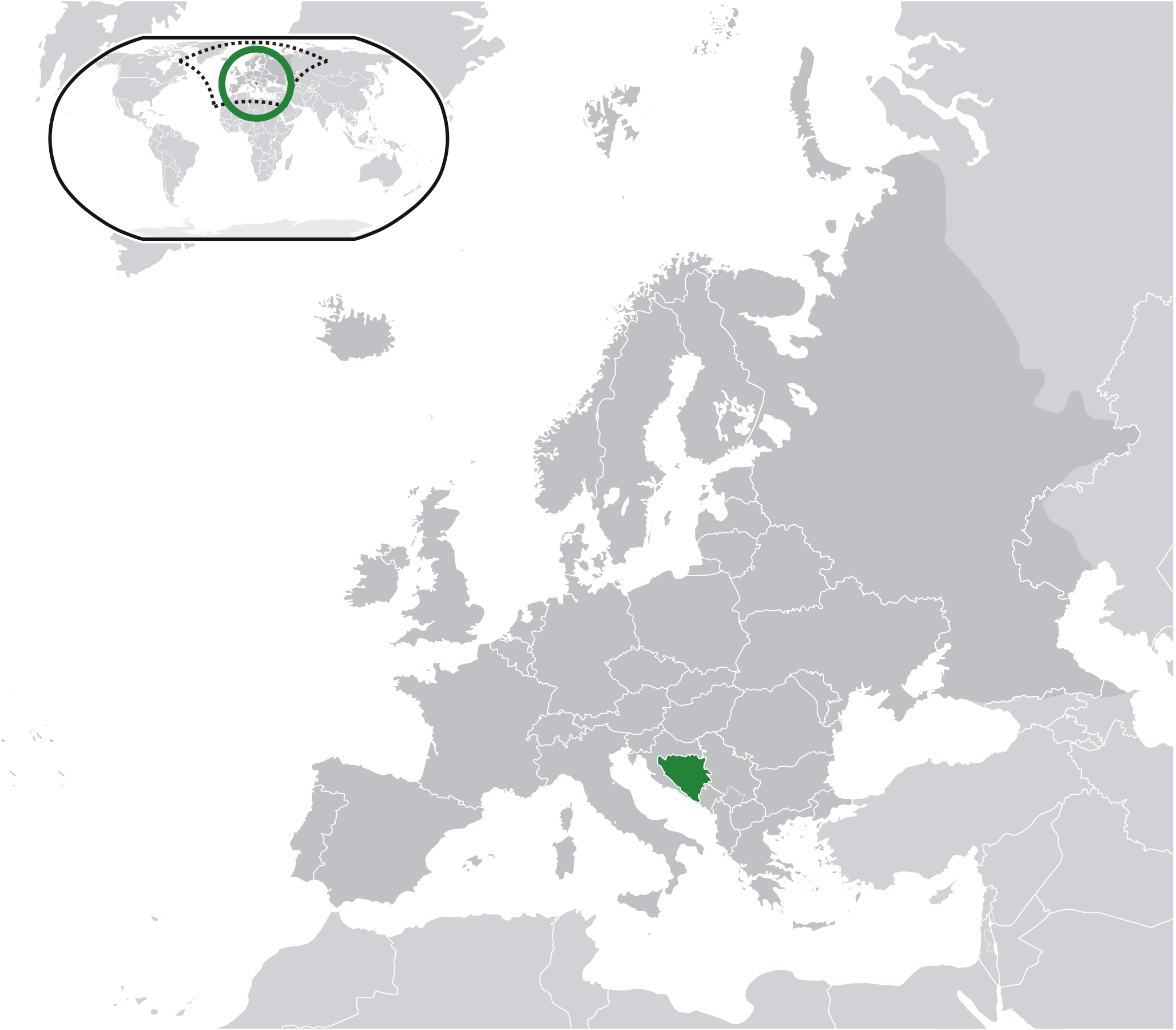
Bosnie-Herzégovine

ISO 3166-2:BA est l'entrée pour la Bosnie-Herzégovine dans l'ISO 3166-2, qui fait partie du standard ISO 3166, publié par l'Organisation internationale de normalisation (ISO), et qui définit des codes pour les noms des principales administration territoriales (e.g. provinces ou état fédérés) pour tous les pays ayant un code ISO 3166-1.
Actuellement, pour la Bosnie-Herzégovine, les codes ISO 3166-2 sont définis pour deux niveaux de subdivisions :
- 2 entités et 1 district avec un statut spécial
- 10 cantons (tous dans la fédération de Bosnie-et-Herzégovine, la république serbe de Bosnie n'étant pas divisée en cantons)

Le District de Brčko a un statut spécial, officiellement il appartient aux deux entités, mais en réalité il est autonome.
Chaque code consiste en deux parties séparées par un tiret. La première partie est BA, le code ISO 3166-1 alpha-2 pour la Bosnie-Herzégovine. La deuxième partie est constituée de :
- trois lettres pour les entités et le district avec statut spécial
- deux chiffres (01-10) pour les cantons

## Codes actuels
Les noms des subdivisons ci-dessous sont identiques à ceux du standard ISO 3166-2 publié par l'Autorité de mise à jour de la norme ISO 3166 (ISO 3166/MA).
Les codes ISO 639-1 sont utilisés pour représenter le nom des subdivisons dans les langues administratives suivantes :
- (bs): Bosnien
- (hr): Croate
- (sr): Serbe

Cliquez sur le bouton dans l'en-tête d'une colonne pour la trier

### Entités et district avec statut spécial
| Code   | Nom (bs), (hr), (sr)           | Catégorie                    |
| ------ | ------------------------------ | ---------------------------- |
| BA-BIH | Federacija Bosna i Hercegovina | entité                       |
| BA-SRP | Republika Srpska               | entité                       |
| BA-BRC | Brčko distrikt                 | district avec statut spécial |

### Cantons

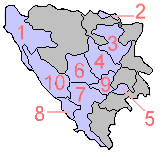
Carte de la Bosnie-Herzégovine avec chaque canton numéroté d'après la seconde partie de son code ISO 3166-2 (le zéro étant omis lorsqu'il est le premier chiffre).

| Code  | Nom (bs)                         | Nom (hr)                                  | Nom (sr)                        | Entité |
| ----- | -------------------------------- | ----------------------------------------- | ------------------------------- | ------ |
| BA-05 | Bosansko-podrinjski kanton       | Bosansko-podrinjska županija              | Bosansko-podrinjski kanton      | BIH    |
| BA-07 | Hercegovačko-neretvanski kanton  | Hercegovačko-neretvanska županija         | Hercegovačko-neretvanski kanton | BIH    |
| BA-10 | Kanton br. 10 (Livanjski kanton) | Županija br. 10 (Hercegbosanska županija) | Kanton br. 10                   | BIH    |
| BA-09 | Kanton Sarajevo                  | Sarajevska županija                       | Kanton Sarajevo                 | BIH    |
| BA-02 | Posavski kanton                  | Posavska županija                         | Posavski kanton                 | BIH    |
| BA-06 | Srednjobosanski kanton           | Srednjobosanska županija                  | Srednjobosanski kanton          | BIH    |
| BA-03 | Tuzlanski kanton                 | Tuzlanska županija                        | Tuzlanski kanton                | BIH    |
| BA-01 | Unsko-sanski kanton              | Unsko-sanska županija                     | Unsko-sanski kanton             | BIH    |
| BA-08 | Zapadnohercegovački kanton       | Zapadnohercegovačka županija              | Zapadnohercegovački kanton      | BIH    |
| BA-04 | Zeničko-dobojski kanton          | Zeničko-dobojska županija                 | Zeničko-dobojski kanton         | BIH    |

## Changements
Les changements suivants ont été annoncés dans des lettres d'information par l'ISO 3166/MA depuis la première publication de l'ISO 3166-2 en 1998:
| Edition/Lettre d'information | Date de parution | Description des changements | Changement de Code/Subdivision             |
| ---------------------------- | ---------------- | --- | ------------------------------------------ |
| ISO 3166-2:2007              | 13-12-2007       | Deuxième édition de l'ISO 3166-2 (ce changement n'a pas été annoncé dans une lettre d'information)                                                            | Subdivisions ajoutées: 10 cantons          |
| Newsletter II-2              | 30-06-2010       | Ajout du préfixe au premier niveau, ajustement linguistique, mise à jour résultant de la réalité du découpage administratif et mise à jour de la liste source | Subdivision ajoutée: BA-BRC Brčko distrikt |